# Сантос-Дюмон (лунный кратер)
Кратер Сантос-Дюмон (лат. Santos-Dumont) — маленький ударный кратер в северной оконечности гор Апеннины на видимой стороне Луны. Название присвоено в честь бразильского авиационного инженера Альберто Сантос-Дюмона (1873—1932) и утверждено Международным астрономическим союзом в 1976 г.

## Описание кратера

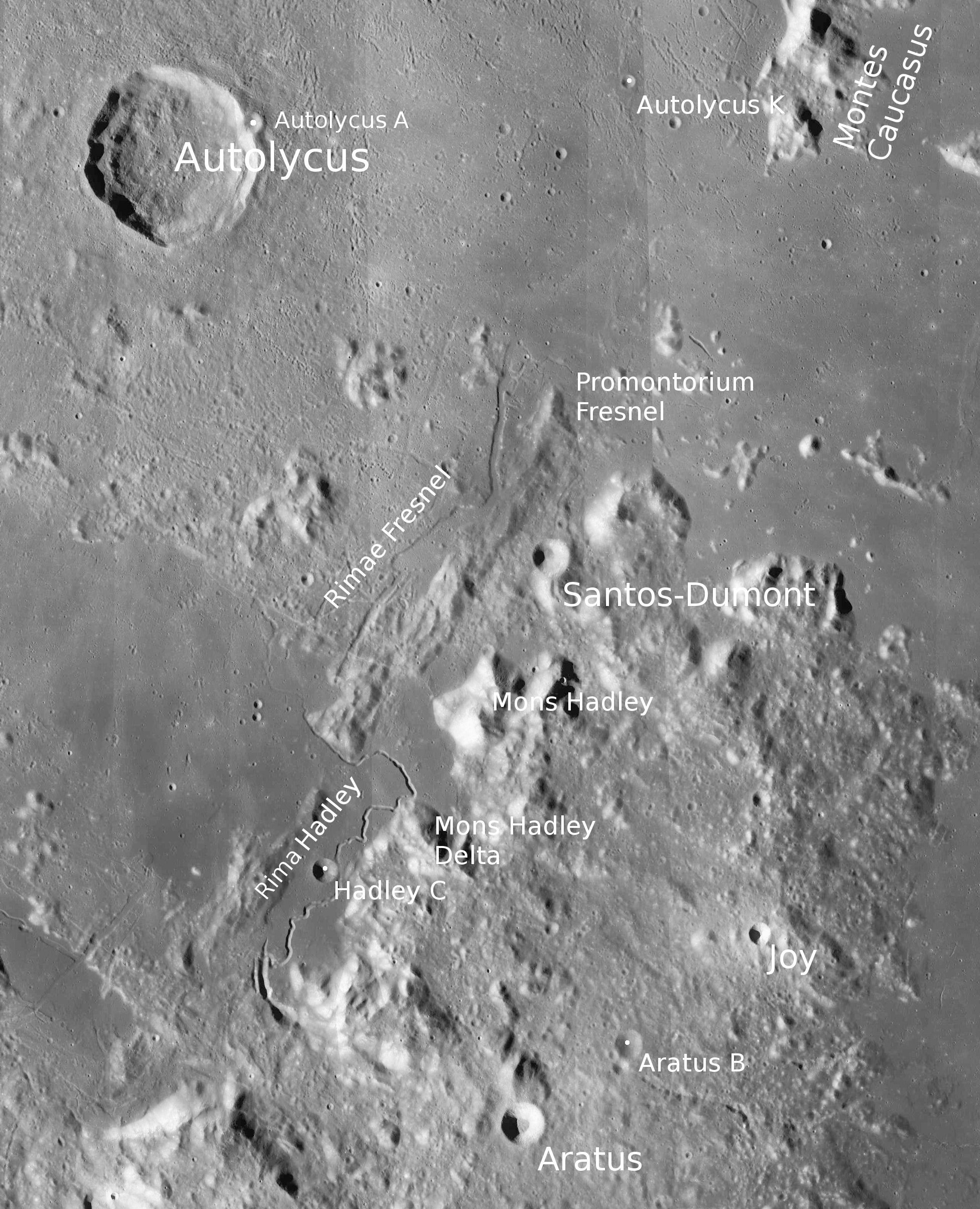
Окрестности кратера Сантос-Дюмон. Снимок зонда Lunar Reconnaissance Orbiter.

Ближайшими соседями кратера Сантос-Дюмон являются кратер Автолик на северо-западе и кратер Джой на юге-юго-востоке. На западе от кратера расположено Болото Гниения; на северо-западе борозды Френеля; на севере мыс Френеля; на севере-северо-востоке горы Кавказ; на востоке Море Ясности; на юге горы Апеннины; на юге-юго-западе пик Хэдли. Селенографические координаты центра кратера 27°47′ с. ш. 4°45′ в. д. / 27,79° с. ш. 4,75° в. д., диаметр 8,8 км, глубина 2000 м.
Кратер Сантос-Дюмон имеет циркулярную чашеобразную форму. Вал четко очерчен, внутренний склон гладкий, с высоким альбедо. Высота вала над окружающей местностью достигает 300 м, объем кратера составляет приблизительно 20 км³. По морфологическим признакам кратер относится к типу ALC (по названию типичного представителя этого класса — кратера Аль-Баттани C).
До получения собственного наименования в 1976 г. кратер имел обозначение Хэдли B (в системе обозначений так называемых сателлитных кратеров, расположенных в окрестностях кратера, имеющего собственное наименование).

## Сателлитные кратеры
Отсутствуют.

## См.также
- Список кратеров на Луне
- Лунный кратер
- Морфологический каталог кратеров Луны
- Планетная номенклатура
- Селенография
- Минералогия Луны
- Геология Луны
- Поздняя тяжёлая бомбардировка